# Rushell Clayton
Rushell Clayton (18 ottobre 1992) è un'ostacolista giamaicana, medaglia di bronzo nei 400 metri ostacoli ai mondiali di Doha 2019 e di Budapest 2023.

## Palmarès
| Anno | Manifestazione          | Sede         | Evento   | Risultato | Prestazione | Note                          |
| ---- | ----------------------- | ------------ | -------- | --------- | ----------- | ----------------------------- |
| 2011 | Giochi panamericani     | Guadalajara  | 400 m hs | Batteria  | 1'03"44     |                               |
| 2015 | Campionati NACAC        | San José     | 400 m hs | Batteria  | 57"71       |                               |
| 2018 | Giochi CAC              | Barranquilla | 400 m hs | 4ª        | 55"30       |                               |
| 2019 | Giochi panamericani     | Lima         | 400 m hs | Bronzo    | 55"53       |                               |
| 2019 | Mondiali                | Doha         | 400 m hs | Bronzo    | 53"74       | Miglior prestazione personale |
| 2022 | Mondiali                | Eugene       | 400 m hs | 6ª        | 54"36       |                               |
| 2022 | Giochi del Commonwealth | Birmingham   | 400 m hs | 4ª        | 54"67       |                               |
| 2023 | Mondiali                | Budapest     | 400 m hs | Bronzo    | 52"81       | Miglior prestazione personale |
| 2024 | Giochi olimpici         | Parigi       | 400 m hs | 5ª        | 52"68       |                               |